# Stazione di Norderstedt Centro
La stazione di Norderstedt Centro (in tedesco Norderstedt Mitte) è una stazione ferroviaria posta nel centro della città tedesca di Norderstedt. Essa è capolinea della ferrovia per Ulzburg («Alsternordbahn») e della linea U1 della metropolitana di Amburgo.